# Roman Lengyel
Roman Lengyel (* 3. November 1978 in České Budějovice) ist ein tschechischer Fußballspieler.

## Vereinskarriere
Lengyel begann mit dem Fußballspielen bei Lokomotiva České Budějovice, im Alter von acht Jahren wechselte er zu Dynamo České Budějovice. Anfang 1997 wurde er in den Profikader aufgenommen. In der Gambrinus Liga debütierte der Abwehrspieler am 7. März 1997 im Heimspiel gegen Slavia Prag. In der Folgesaison 1997/98 erkämpfte sich Lengyel einen Stammplatz, die Mannschaft stieg allerdings aus der ersten Liga ab. In der Zweitligaspielzeit 1998/99 kam der Defensivspezialist auf 25 Einsätze, in denen er sechs Tore schoss und damit seiner Mannschaft zum sofortigen Wiederaufstieg verhalf.
Durch seine guten Leistungen in der Vorrunde 1999/00 machte er Sparta Prag auf sich aufmerksam, das ihn schließlich für zwölf Millionen Kronen verpflichtete. In Prag konnte sich Lengyel auch aufgrund von Verletzungsproblemen nicht durchsetzen und wechselte im November 2001 zum Ligakonkurrenten FK Teplice. In Teplice spielte der Verteidiger dann wieder regelmäßig.
Im Januar 2004 wechselte Lengyel zum russischen Erstligisten Saturn Ramenskoje, der auch seinen Landsmann Antonín Kinský vom FC Slovan Liberec verpflichtete. Beim Moskauer Vorortverein blieb Lengyel aber zumeist nur Ersatz und kam auf lediglich drei Ligaeinsätze. Nach nur einer Saison verließ er Ramenskoje und wechselte kurz vor Beginn der zweiten russischen Liga zu Kuban Krasnodar, das zu diesem Zeitpunkt vom Tschechen Jozef Chovanec trainiert wurde. Krasnodar stieg mit Lengyel in der Stammformation 2006 in die Premjer-Liga 2007 auf, aber umgehend wieder ab.

## Nationalmannschaft
Lengyel spielte 1997 vier Mal für die tschechische U18- und ein Mal für die U20-Auswahl. Zwischen 1998 und 2000 kam er 24 Mal in der U21-Nationalmannschaft zum Einsatz, sein letztes Spiel war das EM-Finale 2000, das gegen Italien verloren wurde. Außerdem nahm er im Sommer 2000 an den Olympischen Spielen in Sydney teil, wo er alle Vorrundenspiele für die tschechische Mannschaft bestritt, die über die Gruppenspiele aber nicht hinauskam.